# Nembeszélő autizmus
A nembeszélő autizmus az autizmus egy kategóriája. Jellegzetessége, hogy az illető nem beszél, csak kevés szót használ, vagy a beszédet nem használja kommunikációra, echolál. Úgy tekintik, hogy közülük azok, akik egyáltalán nem szólalnak meg, némák, mert nem tanultak meg beszélni.

## Háttere
Korábbi számítások szerint az autizmussal diagnosztizált gyerekek 25%-50%-a legfeljebb csak néhány szót mond. Az autizmuskutatás adós marad a nembeszélők vizsgálatával. Hiányoznak az eredmények, a cikkek, sőt, az általánosan elfogadott módszerek is. Más módszerekkel lehet vizsgálni a különböző életkorú egyéneket; közülük csak a kisgyermekek számára alkalmas módszerek vannak elfogadva. A nembeszélést gyakran a rossz funkcionálás jelének tekintik, habár nem biztos, hogy az értelmi képességek sérülése áll a háttérben.
Leginkább azzal a céllal vizsgálták autisták beszédfejlődését, hogy megjósolhassák a várható eredményeket. Eszerint ha a beszédet a gyerek ötéves koráig nem kezdte el kommunikációra használni, akkor nem is fog beszélni. A beszédnek ötéves korra már rendben működnie kell. A korai nyelvi és beszédfejlődés előre jelzi a későbbi lehetséghes sikereket a tanulásban, munkában, önállóságban és társas életben.
Többnyire 2-3 éves korban ismerik fel az autizmust, a viselkedés és a beilleszkedési zavarok alapján. Társulhatnak emésztési problémák, rohamok, alvászavar.

## Kilátások
A nembeszélő autizmus okai ismeretlenek; azonban kapcsolatot fedeztek fel a nyelvi képességek és a közös figyelem között. A közös figyelem az a jelenség, amikor valaki a kezével vagy a szemével mutat valahová; egy másik személy követi az útmutatást, és végül ugyanazt a tárgyat nézik. Kimutatták, hogy autistáknál ez gyakran zavart. Egy cikk szerint a nembeszélő autistáknál gyakori a megkésett, a hiányzó vagy a téves válasz. Egy másik kapcsolat az, hogy gyakrabban keresnek ismétlődő vagy intenzív ingereket.

## Okai
Az okok pontosan nem ismertek, bár egyes kutatások rámutattak az amigdala szerepére. Az autizmusban a szociális kapcsolatok problémája az egyik fő tünet, és az amigdalának fontos szerepe van ebben az állatkísérletek szerint. Az elmélet szerint az üss vagy fuss reakcióban aktivitása a félelemmel arányos. A túlingerlés jobban leírja az állapotot, mint a kiesés. Az elmélet alátámasztűására további kutatások szükségesek.
A károsodások állatokban súlyos problémákat okoztak a társas viselkedésben. A vervet majom anyák nem gondozták tovább kicsinyeiket, sőt, bántalmazták őket.  A patkányok megszelídültek. Ha a halántéklebeny első része károsodott, a majmok a Klüver–Bucy-szindróma tüneteit mutatták: a félelem elvesztését, hiperszexualitást,  hiperoralitást, továbbá gyakran (de nem mindig) nem tudtak tárgyakat felismerni látás alapján.
Az amigdala sérülése a fent leírt érzelmi, orális, illetve szexuális zavarokkal jár. Ezek egybevágnak az autizmus néhány diagnosztikai követelményével, legalábbis állati modellen.
Emberi agyak halál után végzett elemzése szerint az autisták agyában az amigdalában nagyobb volt a nueronok sűrűsége. Ez potenciális kapcsolatot jelent, és a hiperaktivitásról szóló modellt támogatja.
Egy kutatásban az autista alanyoknak meg kellett határozniuk a képen látott személy érzéseit. Minél kisebb volt az amigdala, annál lassabb volt a válasz, de pontossága nem csökkent. A kontrollszemélyekhez képest az autisták amigdalája kevésbé volt aktív. Helyette a temporális lebeny aktivizálódott, melynek feladata képek megnevezése és leírása. Ez kevésbé a társas, érzelmi életért, mint inkább tényszerű működésért felel. Ebből a kutatók arra következtettek, hogy az autisták nem érezték át az adott személy érzelmeit, de megtanulták, hogy melyik arckifejezés milyen érzelmet jelent. Ez támogatja azt az elméletet, hogy az érzelmi kommunikáció károsodott.
Speciálisan a nembeszélő autisták amigdalája kisebb volt, mint a kontrollszemélyeké. Azonban nem tartalmazott kevesebb neuront, ami a hiperkonnekciót támogatja. A kutatók negatív korrelációt találtak a tünetek súlyossága és az amigdala mérete között.
A Kanner-szindrómás gyerekekben az amigdala nagyobb, mint a többségé. A kutatók párhuzamot vo9lntak a depresszióval, ahol a stressz, a szorongás és a félelem allosztázishoz és az idegsejtek sorvadásához vezetett. Depresszió alatt ugyanez a terület először megnő, aztán sorvadni kezd a tünetek súlyosbodásával együtt. Úgy gondolják, hogy hasonló folyamat zajlik le az autisták agyában is.
Szemmozgást követő programokkal a kutatók úgy találták, hogy a kisebb amigdala a szemmozgások rosszabb követésével társul. Az emberi kommunikációban a szemek tükrözik az érzelmeket, és ez alapvető fontosságú a kommunikációban. Kapcsolatot találtak a metakommunikációval is. Ez is az amigdala fontosságát hangsúlyozza a kommunikációban és a viselkedés utánzásában.

A kutatók kapcsolatot találtak a nonverbális kommunikációval is. Ez azt sugallja, hogy az amigdala a szavak nélküli kommunikációban, az emberekkel való kapcsolattartásban és az utánzásban is hasonlóan fontos.
Az amigdala nagysága alapján előre jelezhető az autizmus súlyossága és a kommunikációs képességek. Akinek az amigdalája kevéssé aktív, annak súlyosak a tünetei; akinek pedig aktív, annak jó a kommunikációja, és megfelelő felkészítés mellett a beilleszkedés is kevés problémát jelent.
A beszédfejlődés más személyközi kapcsolatokhoz hasonlóan az utánzáson alapul. A nembeszélő autisták ennél alapvetőbb képességeket használnak, mint a rámutatást tárgyakra és képekre. Ez a beszéddel szemben nem igényli, hogy más személyekkel kapcsolatba lépjenek.
Fontos megjegyezni, hogy ezeket az eredményeket ne vegyük egész pontosan bizonyítottnak. Hosszú távú követéses vizsgálatokra lenne szükség ahhoz, hogy jobban megismerjük az autizmus patológiáját. A legtöbb agyi rendellenesség nem lokalizálható egyetlen helyre, hanem az egész agyat érinti; így az autizmus sem tekinthető egyszerűen az amigdala károsodásának.

## Kommunikáció
A nembeszélőknek különféle alternatív és augmentatív kommunikációt tanítanak. A jelnyelv ugyan nehéz az autistáknak az arckifejezések fontos szerepe és a szemkontaktus miatt, azonban egyszerűsített verzióit oktatják.
A leggyakoribb a képcserés kommunikáció (PECS). A képeket tartalmazhatjka könyv, lehetnek kártyán, vagy képernyőn. A számítógépes rendszerek képesek hangoztatni is a szavakat. Először a gyerek azt tanulja meg, hogyan jelezheti szükségleteit a képek segítségével, majd megtanulja, hogyan használhatja őket az iskolában. A kamaszokat bonyolultabb eszközökre is megtanítják, melyekben lapozni kell, vagy több lépcsőben kell választani. Ezek a rendszerek nemcsak otthon vagy az iskolában hasznosak, hanem mindenütt, még a munkában is. Egy hosszú távú kutatás szerint a PECS hatása pozitív a kommunikációban és a szocializációban. Segít kezdeményezni, bevonódni a játékokba, fejleszti a közös figyelmet, és hozzájárul a nyelvi képességek fejlődéséhez.

## Kutatások
Gyakori az a vélemény, hogy a szótagoknak fontos szerep jut a beszédfejlődés alatt. Egy kutatás szerint a nembeszélő autisták nyelvi képességei jobban fejlődnek, ha képesek egy időpontban egy szótagra figyelni. A beszédtanulást segíti, ha bemutatják nekik a szótagokat, melyeket a gyerek utánoz.
A legtöbb vizsgálat csak kevés alanyt von be; eredményeik megerősítéséhez további kutatások szükségesek. Az is kérdéses, hogy az eredmények minden korcsoportra általánosíthatók-e. A kifejlesztett beszédgenerátorok olyan alapvető képességekre alapulnak, mint a rámutatás és a ingereltetés. Nagyon ritkán foglalkoznak fejlettebb kommunikációs módszerekkel.

## Fordítás
- Ez a szócikk részben vagy egészben  a   Nonverbal autism című angol Wikipédia-szócikk fordításán alapul.  Az eredeti cikk szerkesztőit annak laptörténete sorolja fel. Ez a jelzés csupán a megfogalmazás eredetét és a szerzői jogokat jelzi, nem szolgál a cikkben szereplő információk forrásmegjelöléseként.